# Kenneth Egan
Kenneth Egan (Clondalkin, 7 gennaio 1982) è un pugile irlandese.

## Palmarès
- Olimpiadi

Pechino 2008: argento nei pesi mediomassimi.
- Europei - Dilettanti

Plovdiv 2006: bronzo nei pesi mediomassimi.
Mosca 2010: bronzo nei pesi mediomassimi.
- Campionati dell'UE - Dilettanti

Cagliari 2005: oro nei pesi mediomassimi.
Pécs 2006: bronzo nei pesi mediomassimi.
Dublino 2007: oro nei pesi mediomassimi.
Cetniewo 2008: oro nei pesi mediomassimi.
Odense 2009: bronzo nei pesi mediomassimi.